# Riachuelo
För andra betydelser, se Riachuelo (olika betydelser).
Riachuelo (spanska: "mindre flod"), även kallad Río de la Matanza ("slaktfloden"), Río Matanza, Río Mataderos ("slakthusfloden") eller Río de la Manzana är en ca 64 km lång flod i Buenos Aires som utgör gränsen mellan staden Buenos Aires och de södra förstäderna. Riachuelo är extremt förorenad och dess sanering ses som en mycket svår utmaning då stora mängder miljögifter kan komma att frigöras från bottnen.
En gång i tiden var en del av Riachuelo, vid stadsdelen La Boca (= "mynningen"), en liten fiskehamn befolkad av nyanlända invandrare från Genua. Senare blev floden Buenos Aires huvudhamn, för att en bit in på 1900-talet bli en illaluktande skeppskyrkogård. Idag kantar Riachuelo de mest pittoreska "tangokvarteren" i Buenos Aires, dit turister söker sig i massor.
En bit uppströms byter floden namn och heter där Rio Matanza.[källa behövs]